# Bongabong
Bongabong là một đô thị tại tỉnh Oriental Mindoro của Philipin. 

## Barangay
Bongabong được chia thành 36 barangay.
| - Anilao - Batangan - Camantigue - Batangan - Carmundo - Cawayan - Dayhagan - Formon - Hagan - Hagupit - Kaligtasan - Labasan | - Labonan - Libertad - Lisap - Luna - Malitbog - Mapang - Masaguisi - Morente - Ogbot - Orconuma - Polusahi - Sagana | - San Isidro - San Jose - San Juan - Santa Cruz - Sigange - Tawas - Poblacion - Aplaya - Bagong Bayan I - Bagong Bayan II - Ipil - Mina de Oro |